# Mai 1789

## Événements

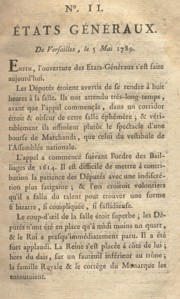
« États Généraux », gazette publiée le 2 mai 1789
par Mirabeau

- 2 mai, France : parution, sous le titre d'États généraux, du premier numéro du premier journal écrit par un député, gazette fondée par Mirabeau.

- 5 mai, France : ouverture des États généraux à Versailles dans une salle de l'hôtel des Menus-Plaisirs.

- 6 mai :
  - France :
    - les députés du Tiers se réunissent dans la salle des États, tandis que le clergé et la noblesse décident de vérifier séparément leurs pouvoirs respectifs ;
    - Brissot publie le premier numéro du « Patriote français ». Un arrêt du Conseil d'État interdit la publication toute espèce de journaux sans autorisation expresse.

  - Le capitaine espagnol Esteban José Martínez prend possession de Nootka Sound, sur l'île de Vancouver[1], et y construit le Fort San Miguel. Ce sera le seul établissement espagnol au Canada.

- 7 mai : saisie du journal de Mirabeau (le Courrier de Provence). Interdiction de publier des comptes rendus des séances des États. Mirabeau n'en tint pas compte et continua à publier le compte rendu des séances de l'Assemblée ainsi que les analyses sur les questions politiques à l'ordre du jour, d'abord sous le titre Lettres du comte Mirabeau à ses commettants du 10 mai au 25 juillet 1789, puis sous le titre Courrier de Provence, qui parut jusqu'au 30 septembre 1791.

- 9 mai, États-Unis : influencés par le Dr.Benjamin Rush, qui critique la consommation excessive d'alcool, environ 200 fermiers du Connecticut forment une association de modération à Litchfield.

- 10 mai : début de la rébellion de Menashi-Kunashir entre les Aïnous et les Japonais sur la péninsule de Shiretoko au nord-est de Hokkaidō[2].

## Naissances
- 20 mai : Marcellin Champagnat, fondateur des frères maristes († 1840).

## Décès
- 5 mai : Giuseppe Baretti, 70 ans, écrivain, érudit, dramaturge, polémiste, critique littéraire, lexicographe et traducteur italien. (°24 avril 1719).
- 15 mai : Jean-Baptiste Marie Pierre, peintre, graveur, dessinateur et administrateur français (° 6 mars 1714).
- 25 mai : Anders Dahl (né en 1751), botaniste suédois ayant donné son nom au dahlia.